# 富可視M810
InFocus M810智慧型手機是InFocus的4G品牌手機，由富智康集團代工製造。正反面都有大猩猩玻璃三代鏡面抗刮玻璃(藍寶石特仕版則在背面採用藍寶石玻璃，邊框為銀色)並且有防指紋塗層。邊框是鋁合金設計，電源鍵的外型採用腕錶錶冠的設計，機身厚度僅6.99公厘。InFocus經由亞馬遜公司在互联网的售價是14999印度盧比。

## 規格[2][3]
- 處理器：Qualcomm Snapdragon 801 2.5GHz 四核心處理器
- 系統內存：16GB ROM
- 記憶體：2GB RAM
- 記憶卡：micro sd, 最高64GB
- 作業系統：Android 4.4.2 KitKat(可升級到Android   5.0.2 Lollipop)
- 手機介面：InLife UI
- 顯示屏幕：FHD 5.5 吋螢幕
- 相機：主鏡頭1300萬畫素、前鏡頭500萬畫素
- 電池容量：2600 mAh不可拆卸的電池